# Гений времён

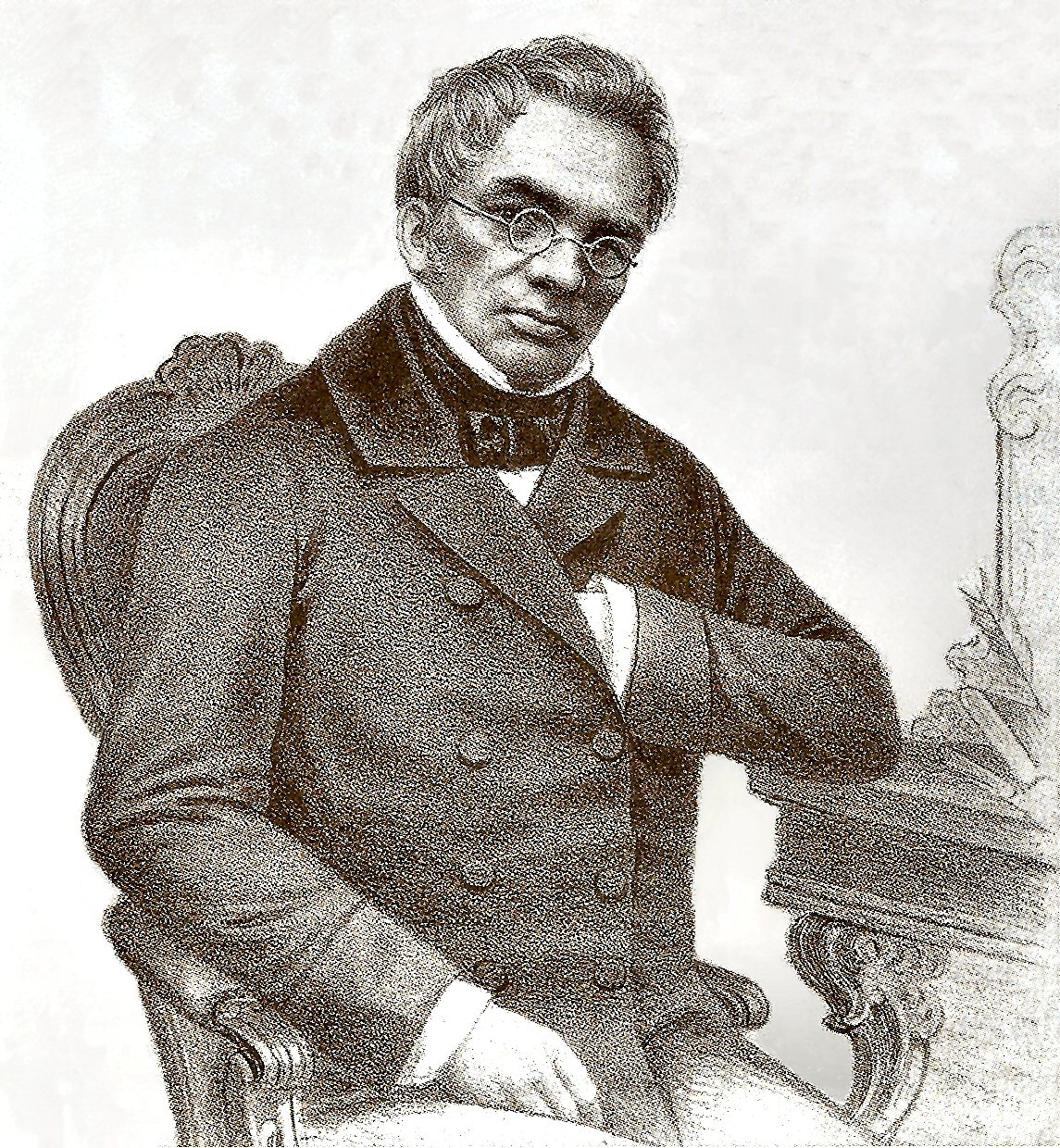
Николай Греч, один из редакторов журнала, около 1850 года

«Ге́ний времён» — исторический и политический журнал либерального направления, выходивший два раза в неделю с июня 1807 года в Санкт-Петербурге. В октябре 1809 года журнал стал выходить под названием «Журна́л нове́йших путеше́ствий» с периодичностью раз в месяц.

## История создания
Первые номера журнала «Гений времён» вышли в июне 1807 года под редакцией Фёдора Шредера и Ивана Делакруа, а с 1808 года и Николая Греча. Журнал выходил с периодичностью два раза в неделю и имел историко-политическое содержание. Всего вышло 239 номеров журнала, но «непредвиденные обстоятельства, применение коих не состояло во власти» издателей, привели к смене направления журнала. С октября 1809 года журнал стал выходить ежемесячно под названием «Журнал новейших путешествий». Под этим названием вышло 12 номеров и в сентябре 1810 года журнал прекратил своё существование.

## Содержание
В журнале «Гений времён» публиковались новости, обозрение политического состояния Eвропы, статьи о торговле, статистике и военных силах европейских государств, биографии политических деятелей, сведения из истории европейский стран, а также критическая оценка событий. Одной из целей журнала было «применение событий прошедших к происшествиям настоящего времени». Журнал имел либеральное направление, но в сентябре 1809 года в связи с «непредвиденными обстоятельствами, применение коих не состояло во власти» издателей был переименован в «Журнал новейших путешествий» и обещал вместо «политических статей» публиковать «выписки и извлечения из новейших и важнейших путешествий во все страны света». Журнал составлялся по образцу немецкого журнала «Allgemeine geographische Ephemeriden», из которого и перепечатывалось большинство статей, включая и географические карты.
В частности, в журнале вышли следующие статьи:
- 1809, № 1—4: «Путешествие для открытий в Австралии с 1800 до 1804 года, изданное Перроном»;
- 1809, № 1—3: «Путешествие Оливьера в Персию и Малую Азию в 1796 году»;
- 1810, № 1—2: «История географических открытий» Антонио Гаспари;
- 1810, № 1, 3, 6: «Путешествие Джона Барроу в Кохинхину»;
- 1810, № 4: «Обзор кругосветного путешествия Крузенштерна»;
- 1810, № 4—5: «Описание жителей острова Нукагивы», глава из книги Крузенштерна;

и другие.